# 先锋镇 (乌拉特前旗)
先锋镇，是中华人民共和国内蒙古自治区巴彦淖尔市乌拉特前旗下辖的一个乡镇级行政单位。

## 行政区划
先锋镇下辖以下地区：
分水村、红旗村、先锋村、永福村、西坝头村、黑柳子村、三顶村、油房村、苏木图村、公庙村、新华村和大田村。